# سیال غیرنیوتنی با حافظه شکلی
سیال غیرنیوتنی با حافظه شکلی (به انگلیسی: Shape Memory Non-Newtonian Fluid) نوعی سیال هوشمند و پیشرفته است که ترکیبی از ویژگی‌های سیالات غیرنیوتنی و مواد دارای حافظه شکلی را در خود دارد. این سیالات در شرایط عادی رفتار ویسکوالاستیک دارند و با اعمال نیرو، حرارت یا سایر تحریکات فیزیکی، می‌توانند شکل یا وضعیت قبلی خود را بازسازی کنند. آن‌ها به‌عنوان زیرمجموعه‌ای از مواد نرم هوشمند، توجه زیادی را در حوزه‌های مهندسی پزشکی، رباتیک نرم و فناوری‌های پوشیدنی به خود جلب کرده‌اند.

## ساختار و ترکیب
ترکیب پایه‌ای این سیالات معمولاً شامل یک فاز مایع (مانند آب یا روغن سیلیکونی) و شبکه‌ای از پلیمرهای حساس به محرک‌های خارجی است. این پلیمرها می‌توانند به تغییرات دما، pH، میدان مغناطیسی یا نور واکنش نشان دهند. در برخی فرمولاسیون‌ها، از نانوذرات یا مواد افزودنی برای بهبود پایداری و کنترل رفتار حافظه‌ای استفاده می‌شود. نتیجه این ترکیب، سیالی است که نه‌تنها در برابر نیروهای مکانیکی واکنش نشان می‌دهد، بلکه قادر است با حذف تحریک خارجی، به فرم از پیش‌تعریف‌شده خود بازگردد.

## ویژگی‌های مکانیکی و رفتاری
این سیالات مانند سایر سیالات غیرنیوتنی، در برابر نرخ برش از خود واکنش نشان می‌دهند؛ به این معنا که ویسکوزیته‌ی آن‌ها ثابت نبوده و به شرایط جریان وابسته است. علاوه بر این، آن‌ها دارای حافظه شکلی هستند، به این معنا که اگر شکل یا ساختار آن‌ها تغییر کند، می‌توانند تحت یک محرک خاص (معمولاً گرما) به وضعیت اولیه بازگردند. سرعت واکنش این سیالات بالا بوده و گاهی در حد میلی‌ثانیه اتفاق می‌افتد. این ویژگی، امکان طراحی سامانه‌های پویا و سازگار را فراهم کرده است.

## کاربردها

### مهندسی پزشکی
در حوزهٔ پزشکی، از این سیالات در ساخت پروتزها و ایمپلنت‌هایی استفاده می‌شود که می‌توانند با شرایط بدنی سازگار شوند. همچنین در سامانه‌های دارورسانی هوشمند، این مواد به تنظیم نرخ آزادسازی دارو بر اساس دمای بدن یا شرایط فیزیولوژیک کمک می‌کنند.

### رباتیک نرم
این سیالات در ساخت محرک‌ها و مفاصل قابل‌انعطاف استفاده می‌شوند. توانایی تغییر فرم و بازگشت به وضعیت قبلی، آن‌ها را به گزینه‌ای ایده‌آل برای ربات‌هایی با قابلیت تطبیق با محیط یا اجرای حرکات پیچیده تبدیل کرده است.

### تجهیزات ایمنی
در فناوری‌های ایمنی و حفاظتی، از این سیالات برای تولید پوشش‌هایی استفاده می‌شود که در برابر ضربه سفت می‌شوند، مانند زره‌های نرم یا کلاه‌های ایمنی هوشمند. این مواد هنگام ضربه سفت شده و بلافاصله پس از آن به حالت نرم بازمی‌گردند.

### صنایع پوشیدنی و الکترونیک
در پوشاک هوشمند، کفش‌های ورزشی واکنش‌گرا و تجهیزات پوشیدنی انعطاف‌پذیر، از این سیالات استفاده می‌شود تا واکنش مکانیکی متناسب با حرکت یا فشار وارد شده ایجاد شود.

## مزایا
این مواد به دلیل انعطاف‌پذیری بالا، برگشت‌پذیری سریع، واکنش‌پذیری به انواع محرک‌ها و سازگاری زیستی، در بسیاری از فناوری‌های نوین قابل استفاده‌اند. توانایی عملکرد در شرایط متغیر محیطی، آن‌ها را به انتخابی مناسب برای سامانه‌های تطبیق‌پذیر تبدیل کرده است.

## چالش‌ها و محدودیت‌ها
با وجود مزایای متعدد، برخی محدودیت‌ها در مسیر توسعه این مواد وجود دارد. از جمله می‌توان به پایداری کمتر در چرخه‌های طولانی‌مدت، پیچیدگی در تولید و هزینه بالای مواد اولیه اشاره کرد. همچنین، ته‌نشینی ذرات در برخی ترکیب‌ها می‌تواند باعث کاهش کارایی در بلندمدت شود.

## تفاوت با سیالات مشابه
برخلاف سیالات غیرنیوتنی سنتی که تنها نسبت به نیروی برشی واکنش نشان می‌دهند، سیالات حافظه‌شکلی می‌توانند فرم قبلی خود را به‌صورت هدفمند و برنامه‌ریزی‌شده بازیابی کنند. همچنین آن‌ها با مواد حافظه‌دار جامد مانند فلزات حافظه‌دار متفاوت‌اند، چراکه در فاز مایع یا ژل باقی می‌مانند و رفتار روان‌تری دارند.